# Nefropatia
Nefropatia – proces chorobowy dotyczący nerek.
Rozróżnia się:
- cukrzycowa choroba nerek
- nefropatia IgA
- nefropatia analgetyczna
- nefropatia toczniowa
- nefropatia C1q
- choroba cienkich błon podstawnych
- nefropatia kontrastowa
- nefropatia bałkańska
- glomerulopatia lipoproteinowa